# Wildek (województwo śląskie)
Wildek – osada leśna w Polsce położona w województwie śląskim, w powiecie raciborskim, w gminie Kuźnia Raciborska.